# بخش چوراچاندپور
بخش چوراچاندپور (به انگلیسی: Churachandpur district) یک منطقهٔ مسکونی در هند است که در مانیپور واقع شده‌است. بخش چوراچاندپور ۴٬۷۵۰ کیلومتر مربع مساحت و ۳۰۰٬۰۰۰+ نفر جمعیت دارد و ۹۱۴٫۴ متر بالاتر از سطح دریا واقع شده‌است.